# Dicranomyia (Dicranomyia) nielseniana
Dicranomyia (Dicranomyia) nielseniana is een tweevleugelige uit de familie steltmuggen (Limoniidae). De soort komt voor in het Nearctisch gebied.